# Eurogrupo
El Eurogrupo es un órgano informal del Consejo de la Unión, en el que los ministros de los veinte Estados de la eurozona examinan cuestiones vinculadas a las responsabilidades comunes de sus respectivos países en relación con el euro. Se congrega al menos una vez al mes; al presidente del Banco Central Europeo, al comisario de Economía, a los ministros de economía y finanzas de los Estados de la Unión cuya moneda es el euro (Alemania, Austria, Bélgica, Chipre, Croacia, España, Estonia, Eslovaquia, Eslovenia, Finlandia, Francia, Grecia, Irlanda, Italia, Letonia, Lituania, Luxemburgo, Malta, Países Bajos y Portugal), y al propio presidente del grupo, elegido por mayoría de Estados para un período de dos años y medio.
Dentro del supuesto déficit democrático en la Unión Europea, la naturaleza jurídica del Eurogrupo es discutida por ser un órgano integrado en el Consejo y estar por tanto institucionalizado, pero manteniendo no obstante su carácter informal. Este carácter dual viene asimismo recogido, con idéntica ambigüedad, en el Protocolo número 14 a los Tratados, que lo regula desde la entrada en vigor del Tratado de Lisboa, como un signo más de su progresiva institucionalización. Todo esto lleva a algunos comunitaristas a considerarlo una formación muy peculiar del Consejo.

## Historia
El Eurogrupo, anteriormente conocido como Euro-X y Euro-XI en relación con el número de estados que adoptan el euro, se estableció a pedido de Francia como un foro de coordinación y consulta de políticas sobre asuntos de la eurozona. El Consejo Europeo de diciembre de 1997 aprobó su creación y la primera reunión se celebró el 4 de junio de 1998 en el castillo de Senningen en Luxemburgo.
Inicialmente, el presidente del Eurogrupo reflejó el de la presidencia rotativa del Consejo de la Unión Europea, excepto cuando la presidencia del Consejo estaba en manos de un país que no pertenecía a la eurozona, en cuyo caso la presidencia estaba en manos del próximo país de la eurozona que ocuparía la presidencia del Consejo. En 2004, los ministros decidieron elegir un presidente y, en 2008, el grupo celebró una cumbre de jefes de Estado y de Gobierno, en lugar de ministros de finanzas, por primera vez. Esto se conoció como la cumbre del euro y ha celebrado reuniones de forma irregular durante la crisis del euro.
Desde el comienzo de la unión monetaria, su papel ha crecido en lo que respecta a la gobernanza económica del euro. El hecho de que el grupo se reúna justo antes del consejo de Ecofin significa que puede aprobar previamente todas las decisiones de Ecofin sobre los asuntos de la eurozona. En 2009, el Tratado de Lisboa formalizó el grupo y su presidente.
El 4 de diciembre de 2017, el ministro de Finanzas portugués Mário Centeno, fue elegido presidente del Eurogrupo en sustitución del neerlandés Jeroen Dijsselbloem, al término del mandato de este, quien estuvo al frente de este órgano desde el 21 de enero de 2013. Centeno se impuso en la votación al eslovaco Peter Kazimír, la letona Dana Reizniece y el luxemburgués Pierre Gramegna.
En 2020, el irlandés Paschal Donohoe fue electo presidente, con once del total de los diecinueve votos, frente a los ocho de la ministra de Economía española Nadia Calviño, en unas votaciones que se celebraron después de que Gramegna renunciara a su candidatura tras empatar con Donohoe en la primera vuelta. Calviño contaría con el apoyo de algunas de las mayores economías de la zona euro: España, Alemania, Italia y Francia, pero Donohoe consiguió sumar sus apoyos a los del retirado candidato luxemburgués, además de un voto extra que había ido para Calviño en la primera vuelta. Ocupó su cargo el 13 de julio de 2020.

## Cometidos
Sus funciones son las de examinar en común las cuestiones que afectan específicamente a la eurozona, discutirlas, y adoptar en su caso las conclusiones oportunas, para llevarlas a efecto. Es el foro donde preferentemente se coordinan y supervisan las políticas y estrategias económicas comunes que adoptan los Estados de la eurozona. Su papel como coordinador y órgano de gobernanza económica europea ha venido adquiriendo relevancia últimamente, en especial a raíz de la grave crisis de la deuda soberana en Grecia.
Cuando el Eurogrupo se reúne a nivel de jefes de Estado y de Gobierno es presidido por el presidente del Consejo Europeo. El Eurogrupo está asistido por la Secretaría General del Consejo (Unión Europea).

## Representantes por Estado Miembro
| Estado Miembro                                                              | Ministerio                                                                  | Fotografía | Titular                  | Período                  | Período     | Partido  | Partido  | Partido | Partido | Ref    |
| Estado Miembro                                                              | Ministerio                                                                  | Fotografía | Titular                  | Inicio                   | Fin         | Nacional | Nacional | EU      | EU      | Ref    |
| --------------------------------------------------------------------------- | --------------------------------------------------------------------------- | ---------- | ------------------------ | ------------------------ | ----------- | -------- | -------- | ------- | ------- | ------ |
| Austria                                                                     | Finanzas                                                                    |            | Markus Marterbauer       | 3 de marzo de 2025       | En el cargo |          |          |         |         | [ 11 ] |
| Países Bajos                                                                | Finanzas                                                                    |            | Eelco Heinen             | 2 de julio de 2024       | En el cargo |          |          |         |         | [ 12 ] |
| Bélgica                                                                     | Presupuesto y Simplificación Administrativa                                 |            | Vincent Van Peteghem     | 3 de febrero de 2025     | En el cargo |          |          |         |         | [ 13 ] |
| Lituania                                                                    | Finanzas                                                                    |            | Rimantas Šadžius         | 12 de diciembre de 2024  | En el cargo |          |          |         |         |        |
| Chipre                                                                      | Finanzas                                                                    |            | Makis Keravnos           | 1 de marzo de 2023       | En el cargo |          |          |         |         |        |
| Croacia                                                                     | Finanzas                                                                    |            | Marko Primorac           | 15 de julio de 2022      | En el cargo |          |          |         |         | [ 14 ] |
| Eslovaquia                                                                  | Finanzas                                                                    |            | Ladislav Kamenický       | 25 de octubre de 2023    | En el cargo |          |          |         |         | [ 15 ] |
| Finlandia                                                                   | Finanzas                                                                    |            | Riikka Purra             | 20 de junio de 2023      | En el cargo |          |          |         |         | [ 16 ] |
| Eslovenia                                                                   | Finanzas                                                                    |            | Klemen Boštjančič        | 1 de junio de 2022       | En el cargo |          |          |         |         | [ 17 ] |
| Estonia                                                                     | Finanzas                                                                    |            | Jürgen Ligi              | 23 de julio de 2024      | En el cargo |          |          |         |         | [ 18 ] |
| Grecia                                                                      | Economía y Finanzas Nacionales                                              |            | Kyriakos Pierrakakis     | 15 de marzo de 2025      | En el cargo |          |          |         |         |        |
| Francia                                                                     | Economía, Finanzas y Soberanía Industrial y Digital                         |            | Eric Lombard             | 13 de diciembre de 2024  | En el cargo |          |          |         |         |        |
| España                                                                      | Economía, Comercio y Empresa                                                |            | Carlos Cuerpo            | 29 de diciembre de 2023  | En el cargo |          |          |         |         | [ 19 ] |
| Alemania                                                                    | Finanzas                                                                    |            | Lars Klingbeil           | 6 de mayo de 2025        | En el cargo |          |          |         |         | [ 20 ] |
| Portugal                                                                    | Finanzas                                                                    |            | Joaquim Miranda Sarmento | 2 de abril de 2024       | En el cargo |          |          |         |         | [ 21 ] |
| Irlanda                                                                     | Finanzas                                                                    |            | Paschal Donohoe          | 23 de enero de 2025      | En el cargo |          |          |         |         | [ 22 ] |
| Italia                                                                      | Economía y Finanzas                                                         |            | Giancarlo Giorgetti      | 22 de octubre de 2022    | En el cargo |          |          |         |         | [ 23 ] |
| Malta                                                                       | Finanzas y Empleo                                                           |            | Clyde Caruana            | 30 de marzo de 2022      | En el cargo |          |          |         |         | [ 24 ] |
| Luxemburgo                                                                  | Finanzas                                                                    |            | Gilles Roth              | 17 de noviembre de 2023  | En el cargo |          |          |         |         | [ 25 ] |
| Letonia                                                                     | Finanzas                                                                    |            | Arvils Ašeradens         | 15 de septiembre de 2023 | En el cargo |          |          |         |         |        |
| Sin derecho a voto                                                          |                                                                             |            |                          |                          |             |          |          |         |         |        |
| Presidente del Eurogrupo                                                    | Presidente del Eurogrupo                                                    |            | Paschal Donohoe          | 13 de julio de 2020      | En el cargo |          |          |         |         | [ 26 ] |
| Presidenta del Banco Central Europeo                                        | Presidenta del Banco Central Europeo                                        |            | Christine Lagarde        | 1 de noviembre de 2019   | En el cargo |          |          |         |         | [ 27 ] |
| Comisaria Europea de Servicios Financieros y Unión de Ahorros e Inversiones | Comisaria Europea de Servicios Financieros y Unión de Ahorros e Inversiones |            | Maria Luís Albuquerque   | 1 de diciembre de 2024   | En el cargo |          |          |         |         | [ 28 ] |